# Al Mansourah Sporting Club
Maillots
Le Al Mansourah Sporting Club (en arabe : نادي المنصورة الرياضي), plus couramment abrégé en Al Mansourah, est un club égyptien de football fondé en 1932 et basé dans la ville de Mansourah.
Le club évolue dans le Championnat d'Égypte de football.

## Histoire

### Nom du club
Le club est créé en 1932 sous le nom d'Al Nady Al Malaky (Club Royal en français) jusqu'en 1949, en étant à l'époque situé à la place de l'actuelle faculté de médecine de Mansourah.
La population de la ville demandera au docteur Taha Hussein, ministre de l'éducation publique de l'époque, de construire une université et donc le club sera déplacé pour la construction de la faculté. Le club déménagera et se renommera Al Baladia (Municipaux en français), puis enfin en 1971 se renommera l'Al Mansourah Sporting Club.

### Histoire du club
Al Mansourah SC fait sa première apparition en première division lors de la saison 1955-56, où s'ensuit durant les années suivantes une série de relégations puis de promotions successives.
Le club commence véritablement à s'imposer dans le paysage footballistique égyptien et à devenir populaire à partir de la saison 1973-74, avec une politique fondée sur des joueurs jeunes parvenant à se hisser dans le haut du tableau, sans toutefois parvenir à gagner le moindre trophée.

## Ancien joueurs célèbres
- Amr Zaki